# Тобольский тюремный замок
Тобольский тюремный замок (Тобольский централ, в советское время — спецтюрьма СТ-2) — бывшая каторжно-пересыльная тюрьма, а ныне — музей, находящийся недалеко от Тобольского кремля.

## История
Проект тюремного замка, составленный архитектором Вейгелем, был утверждён в 1838 году. Замок предполагалось построить за 4 года, начиная с 1841 г. Планировка места для строительства тюрьмы было поручено губернскому архитектору Суворову. Этим местом стала территория в нагорной части города у северо-западной кромки Троицкого мыса. При смене стен Тобольского кремля в 1782 г. и разборки ветхой Троицкой церкви в 1791 г. образовалась значительная свободная площадка. После переезда Вейгеля в Пермь работами продолжали руководить несколько архитекторов, строительство завершил титулярный советник Черненко. В период 1846—1849 годы строительство Тюремного комплекса в основном было закончено, но при приёме помещения боковых одноэтажных флигелей комиссия сочла слишком высокими, и их уменьшили. Эти и другие переделки, а также достройка церкви, задержали открытие тюрьмы до 1855 года. На Тюремный замок были возложены содержание арестантов в крепости, отправка их на каторжные работы и поселение.
В тюремном замке содержались ссыльные и пересыльные, заключённые на сроки по судебным приговорам, срочные и бессрочные. При размещении арестантов в тюрьму соблюдалось требование закона об их разделении по полам, возрастам и категориям преступлений. Арестанты тюремного замка привлекались к хозяйственным тюремным работам: приготовлению пищи, подвозке воды, заготовке дров, содержанию в чистоте тюрьмы, уходу за больными, починке одежды, стирке и т. д.
В июле 1907 и октябре 1918 года в Тюремном замке происходят два крупных бунта, которые были подавлены с большой жестокостью. В советское время тюрьма также используется по своему назначению. В 1920—1930-х годах Тобольску наряду с городами Соликамском и Надеждинском отводилась роль пересыльных пунктов для ссыльных заключённых. С 1937 по 1938 года в Тобольске было расстреляно 2500 человек. В 1941 году из Москвы в Тобольск были эвакуированы заключённые из Бутырской и Липецкой тюрем.
Во времена СССР имела статус спецтюрьмы. Эта тюрьма имела самый строгий режим содержания. В 1989 году тюрьма была упразднена. В Тобольске бытует городская легенда, что в комплексе централа есть замурованные подземные этажи.

## Основные постройки
Комплекс Тюремного замка состоит из пяти зданий:
- Административное здание (штаб) с арочными проёмами для ворот.
- Смотровой корпус находящийся в центре замка, в котором позднее была размещена тюремная больница. В этом же корпусе располагались: сапожная мастерская, складские помещения, аптека и карцеры для нарушителей режима.
- Корпус № 3 находится справа от смотрового корпуса, первоначально выстроенный для заключённых, следующих по этапу дальше на восток.
- Корпус № 1 с тюремной церковью Александра Невского служил для содержания рецидивистов. В 1882 году корпус был разделен на две части: арестантское и каторжное отделение. После революции в корпусе также содержались особо опасные преступники.
- В корпусе № 2 до революции размещались политические заключённые, там же находилось и женское отделение. В советское время в корпусе содержались подследственные и малолетние преступники. Корпуса построены по коридорной системе, по боковым сторонам от которого находились камеры — одно-, четырёх- и восьмиместные. В самых сырых полуподвальных помещениях находились карцеры для провинившихся заключённых.

## Знаменитые арестанты
Через тюремный замок прошли такие известные люди как:
- Михаил Михайлов
- Владимир Короленко
- Николай Чернышевский
- Федор Достоевский
- Аслан Усоян
- Евгений Васин